# Хеллер, Фрэнк
Фрэнк Хеллер (англ. Frank Haller; 6 января 1883, Сан-Франциско — 30 апреля 1939, Сент-Луис) — американский боксёр, серебряный призёр летних Олимпийских игр 1904.
На Играх 1904 в Сент-Луисе Хеллер соревновался только в полулёгком весе до 56,7 кг. Сначала он выиграл у Фредерика Гилмора, но затем проиграл Оливеру Кирку, получив в итоге серебряную награду.